# Robola
Robola est un cépage blanc cultivé principalement sur l'île Ionienne de Céphalonie, en Grèce.

## Histoire
Longtemps ce cépage a été confondu avec celui du Frioul, le ribolla gialla, qui aurait été importé du nord-est de l'Italie par des marchands vénitiens au XIIIe siècle
Cependant, le profilage de l'ADN au XXIe siècle a jeté le doute sur cette théorie et aujourd'hui le Robola est classé par le Vitis International Variety Catalogue en tant que variété.

## Aire de répartition
Le Robola est cultivé au sud est de l'île de Céphalonie, île Ionienne de Grèce.

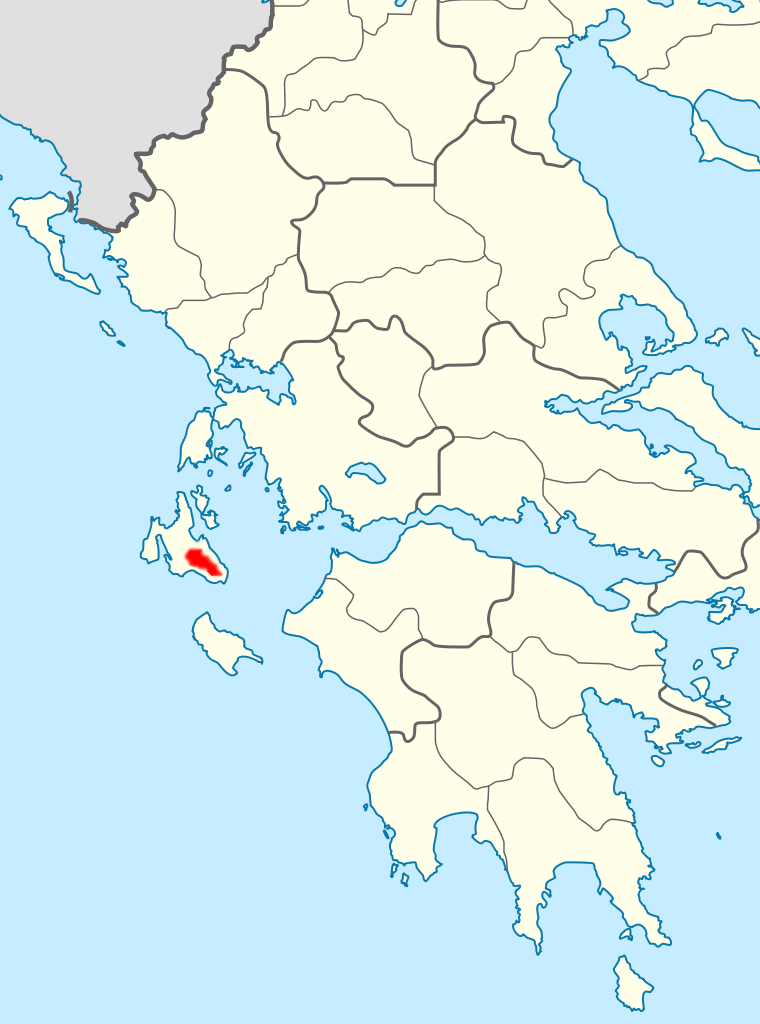
Le Robola est cultivé au sud est de l'île de Céphalonie.
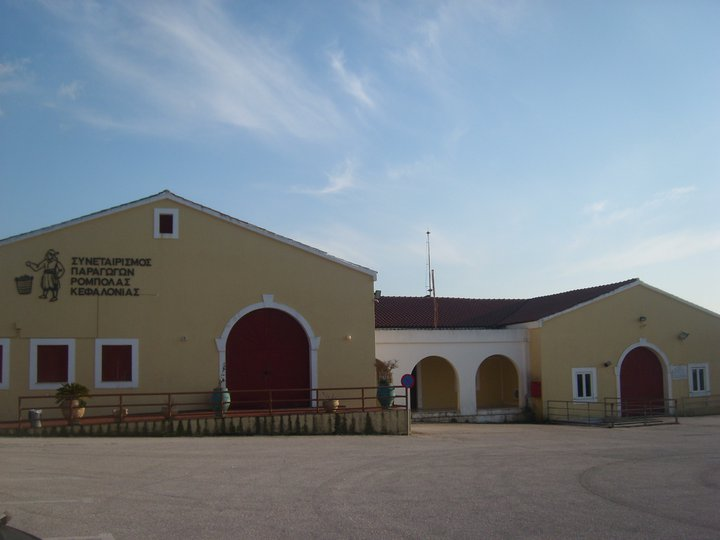
La coopérative vinicole de Robola, à Omalá.
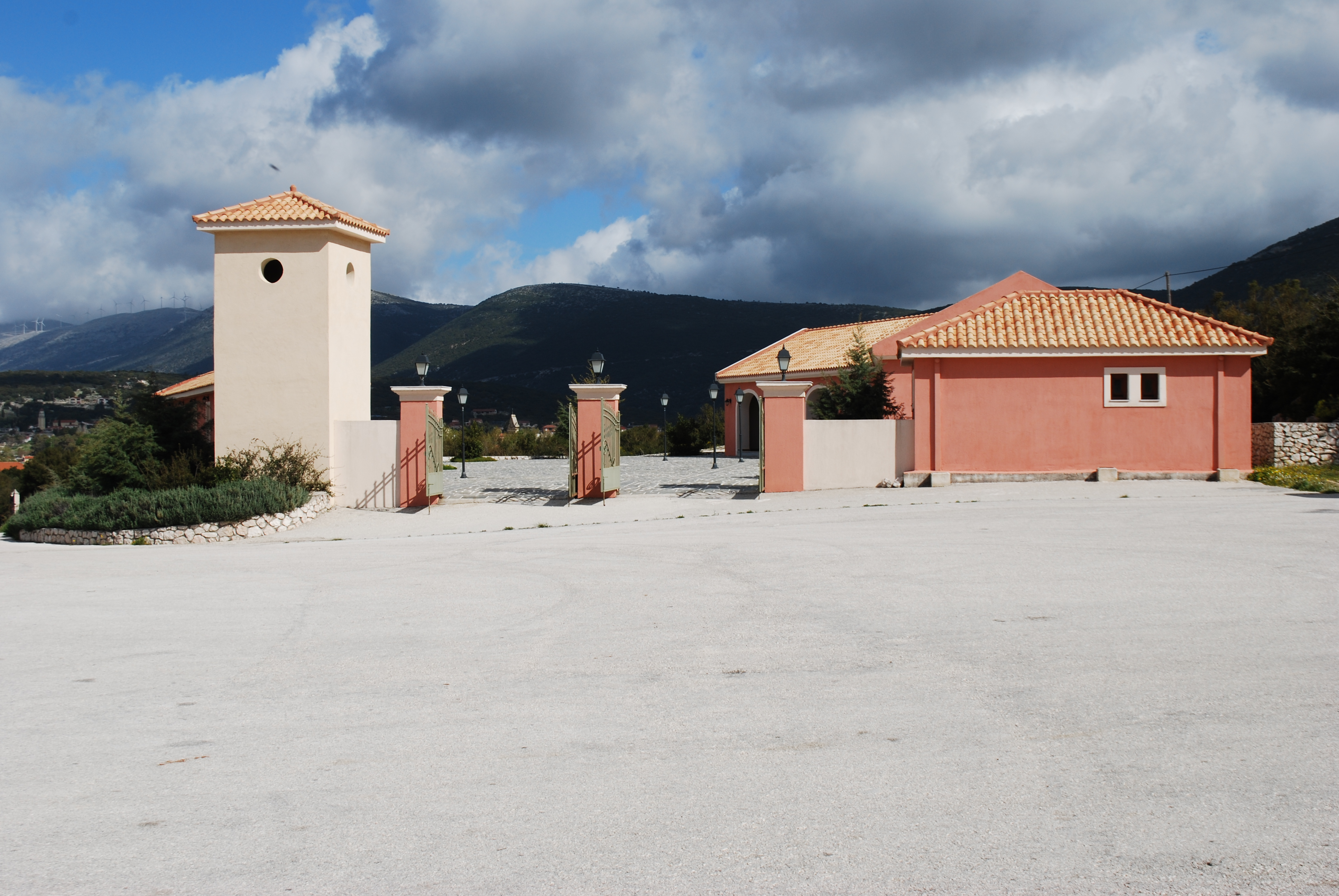
L'entrée de la coopérative vinicole de Robola, à Omala.

## Synonymie
Le Robola est connu également sous les noms d'Asporombola, Asprorobola, Asprorompola, Robbola, Robola Aspri, Robola Kerini, Rombola, Rombola Aspri, Rompola et Rompola Kerine.

## La Viticulture et les caractèresampélographiques
En Céphalonie, le sol de l'île est calcaire. Les vins issus de ce cépage sont généralement sec, moyennement corsé avec une note de citron. Selon l'expert en vins Oz Clarke (en), les vins réalisés à partir du Robola ont un caractère minéral.